# Kamen Rider Black
Kamen Rider Black (仮面ライダーBLACK?, Kamen Raidā Burakku, lett. "Motociclista Mascherato Nero") è una serie tokusatsu supereroistica del famoso franchise Kamen Rider, prodotta dal 1987 al 1988, con un totale di 51 episodi e due film brevi.
Ha avuto un seguito diretto intitolato Kamen Rider Black RX e trasmesso dal 1988 al 1989.

## Trama
La storia racconta le vicende di due uomini che sono stati cresciuti come fratelli, Kotaro Minami e Nobuhiko Akitsuki. Entrambi vengono scelti da un'ambigua organizzazione chiamata Gorgom, che li vuole trasformare nei suoi Imperatori Secolari Black Sun e Shadow Moon. Ma le cose non vanno come previsto dall'organizzazione, infatti Kotaro riesce a sfuggire agli oscuri piani della Gorgom e decide di combatterla assumendo l'identità di Kamen Rider Black. Il suo obbiettivo principale adesso è (oltre a combattere i mostri di Gorgom e sventare i suoi piani) quello di liberare Nobuhiko dalla Gorgom, ma quest'ultimo viene tragicamente trasformato in Shadow Moon, diventando così il suo peggior nemico.

## Personaggi

### Personaggio principale
- Kotaro Minami/Kamen Rider BLACK (南 光太郎／仮面ライダーＢＬＡＣＫ?, Minami Kōtarō/Kamen Raidā Burakku) - il protagonista della storia.

un ragazzo di 20 anni che è stato rapito e trasformato in un cyborg dai 3 sacerdoti di Gorgom insieme al suo fratellastro Nobuhiko.
Usando il potere della King Stone, quando esclama Henshin diventa il potente Kamen Rider Black.
I tre sacerdoti lo chiamano Black Sun.
Alcuni anni più tardi, durante gli eventi di Kamen Rider Black RX, Kotaro viene catturato dall'impero Crisis.
Dopo che si è rifiutato di unirsi a loro, hanno distrutto la King Stone rendendo Kotaro incapace di trasformarsi in Kamen Rider Black e venne scagliato nello spazio.
Le radiazioni del sole, però, hanno ricostruito e potenziato la King Stone facendo diventare Kotaro Kamen Rider Black RX(ar-ex).

### Alleati
- Kyoko Akitsuki (秋月 杏子?, Akitsuki Kyōko) - La sorella minore di Nobuhiko.
- Katsumi Kida (紀田 克美?, Kida Katsumi) - La ragazza di Nobuhiko.
- Yoichi Daimon (大門 洋一?, Daimon Yōichi) - Il creatore della Road Sector.
- Ryusuke Taki (滝 竜介?, Taki Ryūsuke) - Un Agente Speciale dall'America, ha aiutato Kotaro in alcuni episodi.
- Masaru Todo (東堂 勝?, Tōdō Masaru) - Il direttore dell'università dove Kotaro studia, lui è anche proprietario di una bottega dove Kyoko lavora part-time.

### L'Impero Gorgom
- Il Re della Creazione (創世王?, Sōsei Ō) (50-51) - Capo dell'organizzazione, appare solamente negli ultimi due episodi.
- Darom (ダロム?, Daromu) (1-49) - Capo dei sacerdoti di Gorgom.
- Baraom (バラオム?, Baraomu) (1-46) - Il secondo sacerdote di Gorgom.
- Bishum (ビシュム?, Bishumu) (1-45) - Sacerdotessa di Gorgom.
- Birugenia (ビルゲニア?, Birugenia) (18-35) - Spadaccino arrogante che appare nell'episodio 18, voleva esser il prossimo re di Gorgom ma è stato ucciso da Shadow Moon nell'episodio 35.
- Shadow Moon/Nobuhiko Akitsuki (シャドームーン／秋月 信彦?, Shadō Mūn/Akitsuki Nobuhiko) - l'antagonista della storia. Nobuhiko Akizuki) è nato in un giorno di eclissi solare come il suo fratellastro Kotaro Minami, entrambi sono stati presi di mira dal malvagio culto Gorgom che ne vuole fare i nuovi re della creazione. Una volta compiuti i vent'anni,i tre sacerdoti di Gorgom rapiscono Nobuhiko e Kotaro, che vengono poi trasformati nei cyborg Shadow Moon e Black Sun e a ciascuno dei due venne infusa una King Stone. Mentre Kotaro riuscì a fuggire con la sua mentalità intatta e a diventare Kamen Rider Black, Nobuhiko venne sottoposto a un lavaggio del cervello e messo in animazione sospesa finché rinacque come Shadow Moon. Shadow Moon si mise a comandare le forze di Gorgom e a costringere Kamen Rider Black a combattere con lui per decidere chi sarà il nuovo re della creazione. Nella battaglia finale, Shadow Moon viene ferito mortalmente quando la sua King Stone venne penetrata dalla Satan Sabre e sembrò che dovesse morire nell'esplosione del quartier generale di Gorgom ma riapparve dopo molto tempo per vendicarsi di Kotaro, che è diventato Kamen Rider Black RX. Venne sconfitto definitivamente quando Black RX distrusse la sua King Stone con la spada Revolcane. Shadow Moon tornò ad essere Nobuhiko che per redimersi,si sacrificò salvando la vita a due bambini. In tutte le sue apparizioni, Shadow Moon è doppiato da Masaki Terasoma.

## Motociclette di Kamen Rider Black
Battle Hopper (バトルホッパー?, Batoru Hoppā) - La principale moto di Kamen Rider Black.
Road Sector (ロードセクター?, Rōdo Sekutā) - la seconda moto di Kamen Rider Black, creata da Yoichi Daimon nell'episodio 12.

## Tecniche di Kamen Rider Black
- Rider Punch (ライダーパンチ?, Raidā Panchi) - è un pugno potente che Black dà ai suoi nemici, è il primo colpo finale.
- Rider Kick (ライダーキック?, Raidā Kikku) - è un calcio potente che Black dà ai suoi nemici, è il secondo colpo finale. Imbevuto del potere della Kingstone, una volta colpiti i mostri vengono a contatto con le radiazioni della pietra ed esplodono.
- Rider Chop (ライダーチョップ?, Raidā Choppu)  - è un colpo a mano aperta che Black dà ai suoi nemici, questo colpo finale non aveva abbastanta potenza per distruggere un postro e viene raramente eseguito.
- Kingstone Flash (キングストーン?,  Kingu Sutōn Furasshu) - Bagliore emesso dalla Kingstone di Black capace di confondere i mostri e di respingere i loro proiettili.
- Multi-Eye (マルチアイ?, Maruchi-Ai): Gli occhi di Kamen Rider Black possono vedere nel buio e trovare i mostri nascosti.

## Lista degli episodi
| Nº | Titolo italiano (traduzione letterale) Giapponese 「Kanji」 - Rōmaji                                | In onda           | In onda |
| Nº | Titolo italiano (traduzione letterale) Giapponese 「Kanji」 - Rōmaji                                | Giapponese        |         |
| 1  | Black!! Henshin (Trasformazione) 「Ｂｌａｃｋ！！変身」 - Burakku!! Henshin                         | 4 ottobre 1987    |         |
| 2  | Festa dei Mostri 「怪人パーティ」 - Kaijin Pāti                                                     | 11 ottobre 1987   |         |
| 3  | Strano? Strano Cyborg 「怪？怪・改造人間」 - Kai? Kai Kaizō Ningen                                  | 18 ottobre 1987   |         |
| 4  | Il Laboratorio del Diavolo 「悪魔の実験室」 - Akuma no Jikkenshitsu                                 | 25 ottobre 1987   |         |
| 5  | Corri attraverso il labirinto, Kotaro 「迷路を走る光太郎」 - Meiro o Hashiru Kōtarō                 | 1º novembre 1987  |         |
| 6  | L'enigma della Segreta Chiaroveggenza 「秘密透視のなぞ」 - Himitsu Tōshi no Nazo                    | 8 novembre 1987   |         |
| 7  | Il Ristabilito Organismo Mecanico 「復元する生体メカ」 - Fukugen Suru Seitai Meka                   | 15 novembre 1987  |         |
| 8  | Il Trillo Diabolico 「悪魔のトリル」 - Akuma no Toriru                                              | 22 novembre 1987  |         |
| 9  | Le Labbra Rossi di Bishum 「ビシュムの紅い唇」 - Bishumu no Akai Kuchibiru                          | 29 novembre 1987  |         |
| 10 | Dov'è Nobuhiko? 「信彦はどこに？」 - Nobuhiko wa Doko ni?                                           | 6 dicembre 1987   |         |
| 11 | Mostri Affamati 「飢えた怪人たち」 - Ueta Kaijin-tachi                                              | 13 dicembre 1987  |         |
| 12 | La Nascita della Leggenda della Super Macchina 「超マシン伝説誕生」 - Chō Mashin Densetsu Tanjō     | 20 dicembre 1987  |         |
| 13 | Mamma mia è la Funzionaria che Alleva i Mostri 「ママは怪人養育係」 - Mama wa Kaijin Yōikugakari    | 27 dicembre 1987  |         |
| 14 | Il Giorno che il Tonno è Stato Scomparso 「マグロが消えた日」 - Maguro ga Kieta Hi                  | 10 gennaio 1988   |         |
| 15 | Il Bersaglio è la Scuola Bizzarra 「狙われた怪奇学園」 - Newareta Kaiki Gakuen                      | 17 gennaio 1988   |         |
| 16 | Amico mio!! Attraversa il Mare 「友よ！海を越えて」 - Tomo yo! Umi o Koete                          | 24 gennaio 1988   |         |
| 17 | Lo Strano Sogno di Kyoko 「杏子の不思議な夢」 - Kyōko no Fushigi na Yume                            | 31 gennaio 1988   |         |
| 18 | Lo Spadaccino Birugenia!! 「剣聖ビルゲニア！！」 - Kensei Birugenia!!                               | 7 febbraio 1988   |         |
| 19 | La Ristretta Trappola Infernale 「息づまる地獄の罠」 - Ikidzumaru Jigoku no Wana                    | 14 febbraio 1988  |         |
| 20 | La Tomba di Rider 「ライダーの墓場」 - Raidā no Hakaba                                              | 21 febbraio 1988  |         |
| 21 | Scontro! Due Grandi Macchine 「激突！二大マシン」 - Gekitotsu! Ni Dai Mashin                        | 28 febbraio 1988  |         |
| 22 | L'Ombra Nera che Aggredisce mio Padre 「パパを襲う黒い影」 - Papa o Osō Kuroi Kage                  | 6 marzo 1988      |         |
| 23 | Il Potere Magico di Marmo 「マルモの魔法の力」 - Marumo no Mahō no Chikara                          | 13 marzo 1988     |         |
| 24 | L'Incubo della Studentessa 「女子大生の悪夢」 - Joshidaisei no Akumu                                | 20 marzo 1988     |         |
| 25 | L'Armato Rumoroso Mecha 「爆走する武装メカ」 - Bakusō Suru Busō Meka                                | 3 aprile 1988     |         |
| 26 | Salva la Ragazza chi ha la Superpotenza 「超能力少女を救え」 - Chōnōryoku Shōjo o Sukue             | 10 aprile 1988    |         |
| 27 | La Pericolosa Strada Ardente 「火を噴く危険道路」 - Hi o Fuku Kiken Dōro                            | 17 aprile 1988    |         |
| 28 | Lo Scarabeo ch'Invita all'Inferno 「地獄へ誘う黄金虫」 - Jigoku e Sasō Koganemushi                  | 24 aprile 1988    |         |
| 29 | Il Trofeo è una Maschera della Morte? 「獲物はデスマスク？」 - Emono wa Desumasuku?                 | 1º maggio 1988    |         |
| 30 | Aloha a un Assassino! 「暗殺者にアロハ！」 - Ansatsusha ni Aroha!                                   | 8 maggio 1988     |         |
| 31 | Bruciate! Ragazzi Guerrieri 「燃えよ！少年戦士」 - Moe yo! Shōnen Senshi                            | 15 maggio 1988    |         |
| 32 | Yuki, La Ragazza ch'è un Sogno 「夢少女・ユキ」 - Yume Shōjo Yuki                                   | 22 maggio 1988    |         |
| 33 | Il Fiume Dell'Amore di un Padre e di un Figlio 「父と子の愛の河」 - Chichi to Ko no Ai no Kawa      | 29 maggio 1988    |         |
| 34 | Rinascita?! Del Principe dell'Inferno 「復活？！地獄王子」 - Fukkatsu?! Jigoku Ōji                  | 5 giugno 1988     |         |
| 35 | Duello! Due Principi 「対決！二人の王子」 - Taiketsu! Futari no Ōji                                 | 12 giugno 1988    |         |
| 36 | La Dichiarazione di Guerra tra l'Amore e la Morte 「愛と死の宣戦布告」 - Ai to Shi no Sensen Fukoku | 19 giugno 1988    |         |
| 37 | Il Ricordo è Il Cielo di Yubari 「想い出は夕張の空」 - Omoide wa Yūbari no Sora                     | 26 giugno 1988    |         |
| 38 | Enigma!? La Squadra dei Ragazzi del Partito EP 「謎！？ＥＰ党少年隊」 - Nazo!? Ī Pī Tō Shōnen Tai   | 3 luglio 1988     |         |
| 39 | Il Potere Cattivo Dell'Idolo 「アイドルの毒牙」 - Aidoru no Dokuga                                  | 10 luglio 1988    |         |
| 40 | Il Segreto del Professore di karate 「カラテ名人の秘密」 - Karate Meijin no Himitsu                 | 17 luglio 1988    |         |
| 41 | Il Pericoloso Ladro Del Tempo 「あぶない時間泥棒」 - Abunai Jikan Dorobō                            | 24 luglio 1988    |         |
| 42 | Tokyo - Grande Riunione dei Mostri 「東京-怪人大集合」 - Tōkyō - Kaijin Dai Shūgō                   | 31 luglio 1988    |         |
| 43 | Duello nella Tenuta del Mostro! 「怪人牧場の決闘！」 - Kaijin Bokujō no Kettō!                      | 7 agosto 1988     |         |
| 44 | L'Interiore del Cassetto è il Mare 「タンスの中は海！」 - Tansu no Naka wa Umi                      | 14 agosto 1988    |         |
| 45 | La Morte della Fiore Sospettosa Bishum 「妖花ビシュムの死」 - Yōka Bishumu no Shi                   | 21 agosto 1988    |         |
| 46 | La Sublime Morte di Baraom 「壮絶バラオムの死」 - Sōzetsu Baraomu no Shi                            | 28 agosto 1988    |         |
| 47 | Rider Muore! 「ライダー死す！」 - Raidā Shisu!                                                      | 4 settembre 1988  |         |
| 48 | Un Mazzo di Reminiscenza verso il Mare 「海に追憶の花束を」 - Umi ni Tsuioku no Hanataba o          | 11 settembre 1988 |         |
| 49 | Lotta Feroce! La Morte di Darom 「激闘！ダロムの死」 - Gekitō! Daromu no Shi                        | 18 settembre 1988 |         |
| 50 | La Vera Identità del Re della Creazione? 「創世王の正体は？」 - Sōsei Ō no Shōtai wa?               | 2 ottobre 1988    |         |
| 51 | L'Ultimo Giorno di Gorgom 「ゴルゴム最期の日」 - Gorugomu Saigo no Hi                               | 9 ottobre 1988    |         |

## Cast
- Narratore (ナレーター?, Narētā) - Kiyoshi Kobayashi (小林 清志?, Kobayashi Kiyoshi, 1-39) ed Issei Masamune (政宗 一成?, Masamune Issei, 40-51)
- Kotaro Minami/Kamen Rider BLACK (南 光太郎／仮面ライダーＢＬＡＣＫ?, Minami Kōtarō/Kamen Raidā Burakku) - Tetsuo Kurata (倉田 てつを?, Kurata Tetsuo)
- Nobuhiko Akizuki/Shadow Moon (秋月 信彦／シャドームーン?, Akizuki Nobuhiko/Shadō Mūn) - Takahito Horiuchi (堀内 孝人?, Horiuchi Takahito)
  - Shadow Moon (シャドームーン?, Shadō Mūn, Voce) - Masaki Terasoma (寺杣 昌紀?, Terasoma Masaki)
- Kyoko Akizuki (秋月 杏子?, Akizuki Kyōko) - Akemi Inoue (井上 明美?, Inoue Akemi)
- Katsumi Kida (紀田 克美?, Kida Katsumi) - Ayumi Taguchi (田口 あゆみ?, Taguchi Ayumi)
- Creation King (創世王?, Sōsei Ō, Voce) - Takeshi Watabe (渡部 猛?, Watabe Takeshi)
- Darom (ダロム?, Daromu) - Hirokazu Shoji (庄司 浩和?, Shōji Hirokazu)
  - Darom (ダロム?, Daromu, Voce) - Shōzō Iizuka (飯塚 昭三?, Iizuka Shōzō)
- Baraom (バラオム?, Baraomu) - Toshimichi Takahashi (高橋 利道?, Takahashi Toshimichi)
- Bishium (ビシュム?, Bishumu) - Hitomi Yoshii (好井 ひとみ?, Yoshii Hitomi)
- Birugenia (ビルゲニア?, Birugenia) - Jun Yoshida (吉田 淳?, Yoshida Jun)
- Professore Kuromatsu (黒松 英臣?, Kuromatsu Hideomi) - Susumu Kurobe (黒部 進?, Kurobe Susumu)
- Ryusuke Taki (滝 竜介?, Taki Ryūsuke) - Masaki Kyomoto (京本 政樹?, Kyōmoto Masaki)
- Masaru Todo (東堂 勝?, Tōdō Masaru) - Sent (セント?, Sento)

## Canzoni
Sigla di apertura: "Kamen Rider Black"
- Testo: Yoko Aki
- Composizione: Ryudo Ozaki
- Cantato da: Tetsuo Kurata

Sigla di Chiusura: "Long Long Ago 20th Century"
- Testo: Yoko Aki
- Composizione: Ryudo Ozaki
- Cantata da: Norio Sakai

La colonna sonora è stata composta da Chūmei Watanabe.

## Reboot
Il 3 aprile 2021 viene annunciata, come parte delle celebrazioni del cinquantesimo anniversario del franchise di Kamen Rider, una serie reboot intitolata "Kamen Rider Black Sun", una serie per un pubblico adulto con tematiche più mature. Il protagonista Kotaro Minami è interpretato da Hidetoshi Nishijima, divenuto famoso nel mondo grazie al film Drive My Car, vincitore dell’Oscar per il miglior film internazionale nel 2022. La serie, che doveva debuttare nella primavera del 2022, è stata rimandata all'autunno 2022. Nel marzo 2022 viene mostrato l'aspetto di Black Sun e Shadow Moon, mentre nel giugno 2022 vengono rilasciati il primo teaser, il primo poster e character poster, e viene annunciata la distribuzione a livello internazionale su Amazon Prime Video.

## In altri media
Kamen Rider Black compare nella cover dell'album True Force dei Powerman 5000.